# Tulčynský rajón
Tulčynský rajón (ukrajinsky Тульчинський район) je rajón ve Vinnycké oblasti na Ukrajině. Hlavním městem je Tulčyn a rajón má přibližně 149 tisíc obyvatel.